# Fushimi Tsukasa
Fushimi Tsukasa (伏見 つかさ sinh năm 1981) là một tác giả người Nhật chuyên viết light novel. Ông ra mắt năm 2006 với bộ tiểu thuyết Jūsanbanme no Alice. Tác phẩm này đã được tiếp nối vào năm 2008 bởi loạt tiểu thuyết nổi tiếng Oreimo, và đã tạo ra một nhượng quyền thương mại truyền thông bao gồm nhiều chuyển thể manga, anime và trò chơi video. Năm 2013, Fushimi bắt đầu viết bộ tiểu thuyết  Eromanga Sensei.

## Sự nghiệp
Xuất thân từ Chiba, Tsukasa Fushimi bước vào văn đàn với tập đầu tiên của Jsanbanme no Alice được đề cử Giải thưởng Novelki lần thứ 12 năm 2005. Mặc dù tác phẩm không giành được giải thưởng, nó vẫn tồn tại qua quá trình lựa chọn thứ ba và cuối cùng đã được ASCII Media Works xuất bản dưới nhãn Dengeki Bunko của họ vào năm 2006 như là tác phẩm đầu tay của Fushimi. Sau khi kết thúc Jūsanbanme no Alice với tập bốn vào năm 2007, Fushimi bắt đầu viết cuốn tiểu thuyết đầu tiên của Oreimo, xuất bản năm 2008  Fushimi tiếp tục viết 12 tập của Oreimo, kết thúc vào năm 2013. Trong suốt quá trình của bộ truyện, Oreimo đã tạo ra một thương hiệu truyền thông bao gồm nhiều bộ chuyển thể manga, anime và video. Fushimi bắt đầu loạt tiểu thuyết tiếp theo Eromanga Sensei vào năm 2013.